# Limosano
Ne doit pas être confondu avec Limosa.
Limosano est une commune de la province de Campobasso (région Molise, Italie), 14 kilomètres au nord-ouest de Campobasso.
C'est une ville commerciale importante du temps des anciens Romains. La ville s'agrandit au Moyen Âge, mais subit un déclin démographique au XIXe siècle, quand une grande partie de sa population émigre au Canada et aux États-Unis.
Aujourd'hui, ce village n'a pas beaucoup changé depuis l'époque médiévale. Le clocher de l'église de Santa Maria, du XIIe siècle, se dresse au-dessus du reste du village.

## Administration
| Période | Période                                                                                                   | Identité | Étiquette | Qualité |
| --- | --- | --- | --- | ------- |
| 16 décembre 1988 5 novembre 1991 20 juin 1992 27 octobre 1994 28 avril 1997 15 mai 2001 28 mai 2002 28 mai 2007 7 mai 2012 | 5 novembre 1991 20 juin 1992 21 octobre 1994 28 avril 1997 14 mai 2001 28 mai 2002 29 mai 2007 7 mai 2012 | Giuseppe Corvinelli Maria Nicolina Testa Antonio Romano Marcellino Corvinelli Marcellino Corvinelli Maria Nicolina Testa Marcello Corvinelli Antonio Romano Antonio Romano | démocrates-chrétiens Parti républicain italien Parti républicain italien L'Ulivo liste civique liste civique liste civique |         |
| Les données manquantes sont à compléter.                                                                                   | | | |         |

### Communes limitrophes
Castropignano, Fossalto, Lucito, Montagano, Petrella Tifernina, Ripalimosani, Sant'Angelo Limosano